# 5-й Монетчиковский переулок
Пя́тый Моне́тчиковский переу́лок — улица в центре Москвы в Замоскворечье между Новокузнецкой улицей и 3-й Монетчиковским переулком.

## История
Названия Монетчиковых переулков появилось в XIX веке по местности Монетчики, в которой жили монетчики — работники Кадашёвского монетного двора.

## Описание

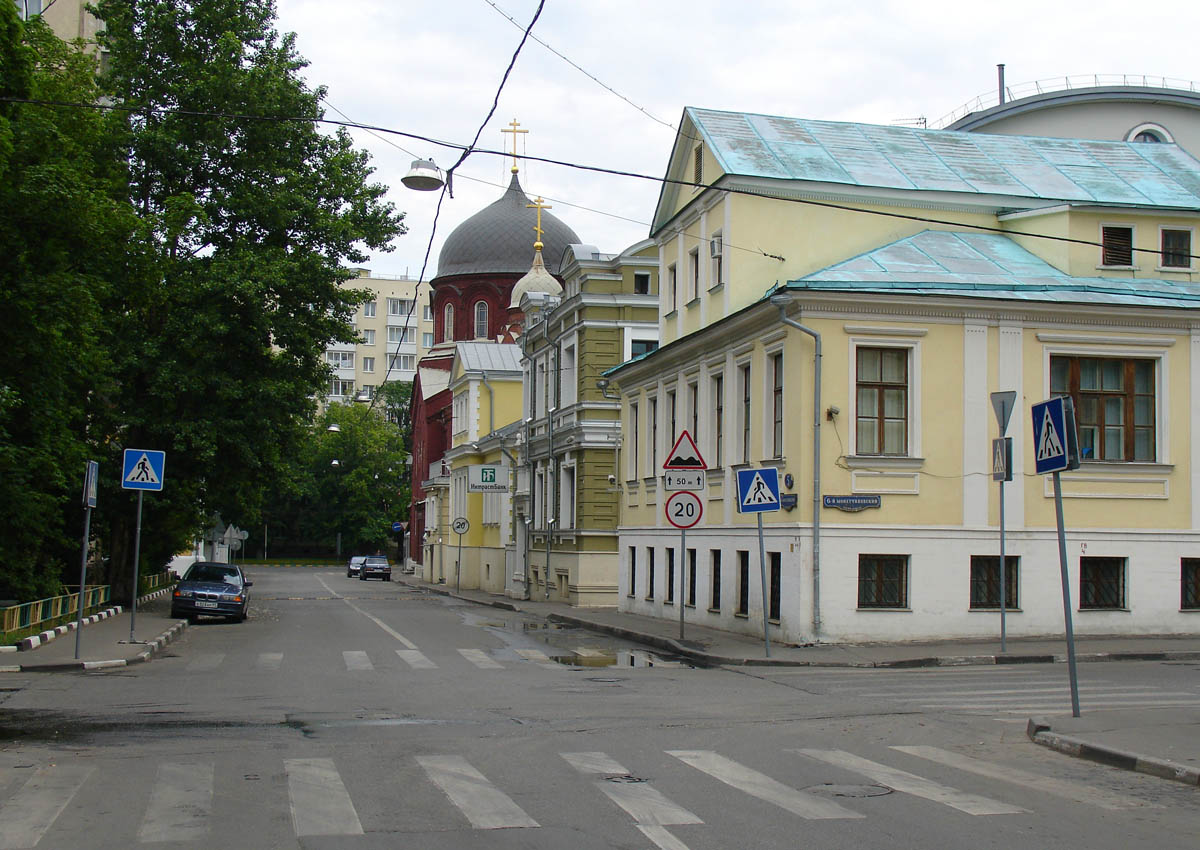
Пересечение 5-го и 6-го Монетчиковских переулков. Вдали виден Покровский храм на углу с Новокузнецкой улицей.

5-й Монетчиковский переулок начинается от Новокузнецкой улицы у Покровского старообрядческого храма (Новокузнецкая, 38), проходит на запад параллельно Садовому кольцу, пересекает 6-й Монетчиковский и примыкает к 3-му.

## Здания и сооружения
По нечётной стороне:
- № 3, строение 1 — ИнтрастБанк;

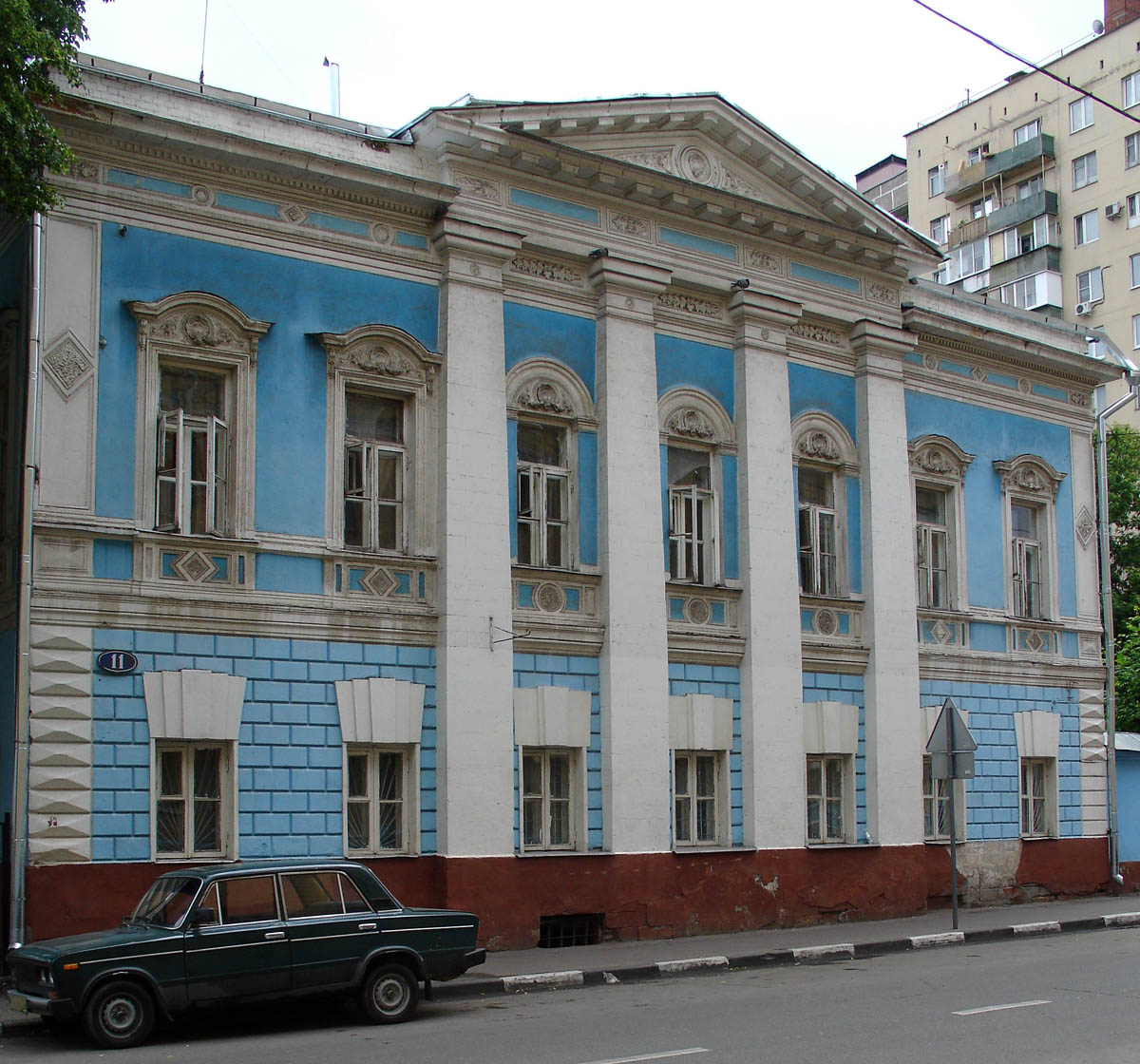
Часть городской усадьбы Аксёновых дом 11.

- № 5 — дом Е. Н. Драгуновой (1-я треть XIX в.)[1], ныне — Внешторгбизнес;
- № 7 — школа № 1259 (английского языка);
- № 9 — Особняк (начало XX в.)[1];
- № 11 — Часть городской усадьбы Аксёновых, здание с пилястровым портиком, замковыми камнями над окнами первого этажа и рустом. Построено здание в начале XIX в., возможно, Дмитрием Аксёновым, и перестроено в 1838 г. и 1894 г. (перестройка главного дома — 1894, архитектор Г. А. Кайзер). Сейчас в доме находится подстанция № 14 Станции скорой и неотложной медицинской помощи им. А. С. Пучкова города Москвы.

По чётной стороне:
- № 4 — Российский музей леса;
- № 12 — детский сад № 2024 при Московской обувной фабрике Парижская коммуна.